# Странствующий мститель
«Странствующий мститель», (яп. 荒野の渡世人: коя но тосэйнин; англ. The Drifting Avenger) — японский фильм режиссёра Дзюнъи Сато, поставленный в непривычном для японского кинематографа жанре вестерна в 1968 году.

## Сюжет
Отец Кена Като эмигрировал из Японии в Калифорнию в середине XIX века в поисках золота. Здесь он женился на американке и здесь же родился Кен. Они втроём уединённо живут на ферме. Группа бандитов, ограбивших дилижанс, в поисках убежища вламываются в их дом. Они убивают отца и мать Кена, а ему чудом удаётся спастись. Похоронив родителей, Кен берёт самурайский меч своего отца и отправляется в долгое путешествие, одержимый отмщением.
В пути Кену встречается старый вояка Марвин, преподавший ему навыки стрельбы из кольта. В течение трёх лет колесит он по Дикому Западу, разыскивая бандитов. Он находит своих обидчиков, поодиночке расправляясь с ними. Когда их остаётся только двое, Кен попадает в затруднительное положение. Он сближается с приятной женщиной Розой и её сыном Майком, членами семьи одного из убийц. Тем не менее, рука Кена не дрогнет при выстреле в бандита, виновного в гибели родителей. Но сын убитого, Майк не может простить Кену убийство отца.
Оставшийся в живых последний из преступников Карсон нанимает за 1000 долларов киллера с целью убийства Кена. После неудачи этого предприятия, Карсон нанимает ковбоев, которые пугают скот и при его паническом бегстве юный Майк попадает под копыта животных. При этом Карсон и его сподручные берут в заложники местного доктора, в то время как мальчик находится без сознания. Кен нападает на дом бандита, перебив всех его дружков, а самого Карсона убивает самурайским мечом.
Возмездие завершено и Кен покидает ранчо, хотя мальчик простил уже его за убийство отца и просил остаться.

## В ролях
- Кэн Такакура — Кен Като
- Кен Гудлет — Марвин
- Юдит Робертс — Роза
- Кевин Куни — Майк, сын Розы
- Рональд Норман Леа — Франко
- Клайв Саксон — Билли
- Пэт Твоухилл — Карсон (в титрах — Джон Шервуд)
- Реджинальд Коллинз — доктор
- Рей Ламонт — шериф
- Такаси Симура — отец Кена

## Производство
Натурные съёмки проходили в Австралии: в долине Нундл, штат Новый Южный Уэльс. Три австралийских кинокомпании Ajax, Supreme Sound и Artransa Park Studios предоставили японской студии «Тоэй» всё необходимое оборудование для съёмок. Однако в Австралии фильм так и не вышел на экраны.
Все актёры, задействованные в проекте (кроме Кэна Такакуры и Такаси Симуры) — австралийцы.
Фильм снимался на английском языке, затем был дублирован на японский.

## Премьеры
- — национальная премьера фильма состоялась 15 июня 1968 года[2].
- — фильм демонстрировался в итальянском прокате с 1970 года[2].